# Ерика Йохансен
Ерика Йохансен (на английски: Erika Johansen) е американска писателка на бестселъри в жанра фентъзи.

## Биография и творчество
Ерика Илейн Йохансен е родена през 1978 г. в Сосалито. Израства в Мил Вали в района на залива на Сан Франциско.
Учи в колежа Свортмор в Пенсилвания. Завършва с магистърска степен по творческо писане в Университета на Айова. Пробиването на литературния пазар обаче се оказва трудно и тя учи право в Юридическия факултет „Макджордж“ на Тихоокеанския университет. След дипломирането си работи като адвокат. Докато учи право започва да пише през 2007 г. и завършва първата си книга през четирите години следване.
Първият ѝ роман „Кралицата на Тиърлинг“ от едноименната приключенска фентъзи поредица е издаден през 2014 г. Сюжетът се развива в 24 век. Главната героиня деветнайсетгодишната Келси Глин е непокорна, има високи принципи и е амбициозна. Тя е наследницата на трона, но кралството е корумпирано, покварено и опасно за живота ѝ, и тя или ще загине или ще стане най-страховитата владетелка, и тепърва ще трябва да докаже това използвайки магическия си сапфир. Книгата е определена като откритие на годината и е предпочетена за екранизиране от Уорнър Брос.
Ерика Йохансен живее в Петалума.

## Произведения

### Серия „Кралицата на Тиърлинг“ (Queen of the Tearling)
1. The Queen of the Tearling (2014)
Кралицата на Тиърлинг, изд.: ИК „Бард“, София (2015), прев. Валери Русинов
2. The Invasion of the Tearling (2015)
3. The Fate of the Tearling (2016)

- The Boy – разказ, предистория на серията